# والتر سيمز
والتر سيمز (بالإنجليزية: Walter Sims)‏ هو سياسي أمريكي، ولد في 19 سبتمبر 1880، وتوفي في 26 نوفمبر 1953.